# Николаевка (Лоевский район)
Николаевка (бел. Мікалаеўка) — деревня в в Лоевском районе Гомельской области Белоруссии. В составе Ручаёвского сельсовета.
Кругом лес.

## География

### Расположение
В 19 км на юго-запад от Лоева, 79 км от железнодорожной станции Речица (на линии Гомель — Калинковичи), в 103 км от Гомеля.

## Транспортная сеть
Транспортные связи по просёлочной, затем автомобильной дороге Брагин — Лоев. Планировка состоит из короткой прямолинейной широтной улицы. Застройка редкая, деревянная, усадебного типа.

## История
Основана в 1871 переселенцами из соседних деревень Абрамовки и Ручаёвки и деревни Шмаки Чигиринской волости Быховского уезда Могилёвской губернии Мельниковыми, Будниками, Ларченками и Ковалёвыми. Названа в честь императора Николая I. В 1873 году деревня стала местом проведения работ Западной экспедиции по осушению болот, жители вели спор с помещиком о принадлежности луговых земель до 1918 года. До Первой мировой войны имелось 2 улицы, 2 церкви и школа, а также завод по переработке синей и красной глины (глину добывают и сейчас). В июне 1920 года деревню захватили поляки. В 1931 году жители вступили в колхоз. Во время Великой Отечественной войны оккупанты в 1943 году сожгли 22 двора и убили 8 жителей. В районе деревни происходили крупные столкновения партизан с карательными отрядами фашистов. Согласно переписи 1959 года в составе совхоза «Заря» (центр — деревня Ручаёвка Лоевский район).

## Население

### Динамика
- 1940 год — 23 двора, 65 жителей.
- 1959 год — 77 жителей (согласно переписи).
- 1999 год — 12 хозяйств, 18 жителей.
- 2014 год — нет жителей.

## Известные уроженцы
- Мельников, Иван Иванович — военный деятель.